# Amblystegium
Genre
Amblystegium est un genre de mousses de la famille des Amblystegiaceae, dont il est le genre type. Il comprend une soixantaine d'espèces répandues dans le monde entier.

## Étymologie
Ce genre est décrit par Wilhelm Philipp Schimper en 1853, sous le nom scientifique Amblystegium, pour l'espèce type Amblystegium serpens, initialement classée dans le genre Hypnum sous le basionyme Hypnum serpens par Johann Hedwig en 1801. Amblystegium vient du grec amblys, « émoussé », et stege, « toit », faisant allusion à l'opercule obtus.

## Description

### Appareil végétatif

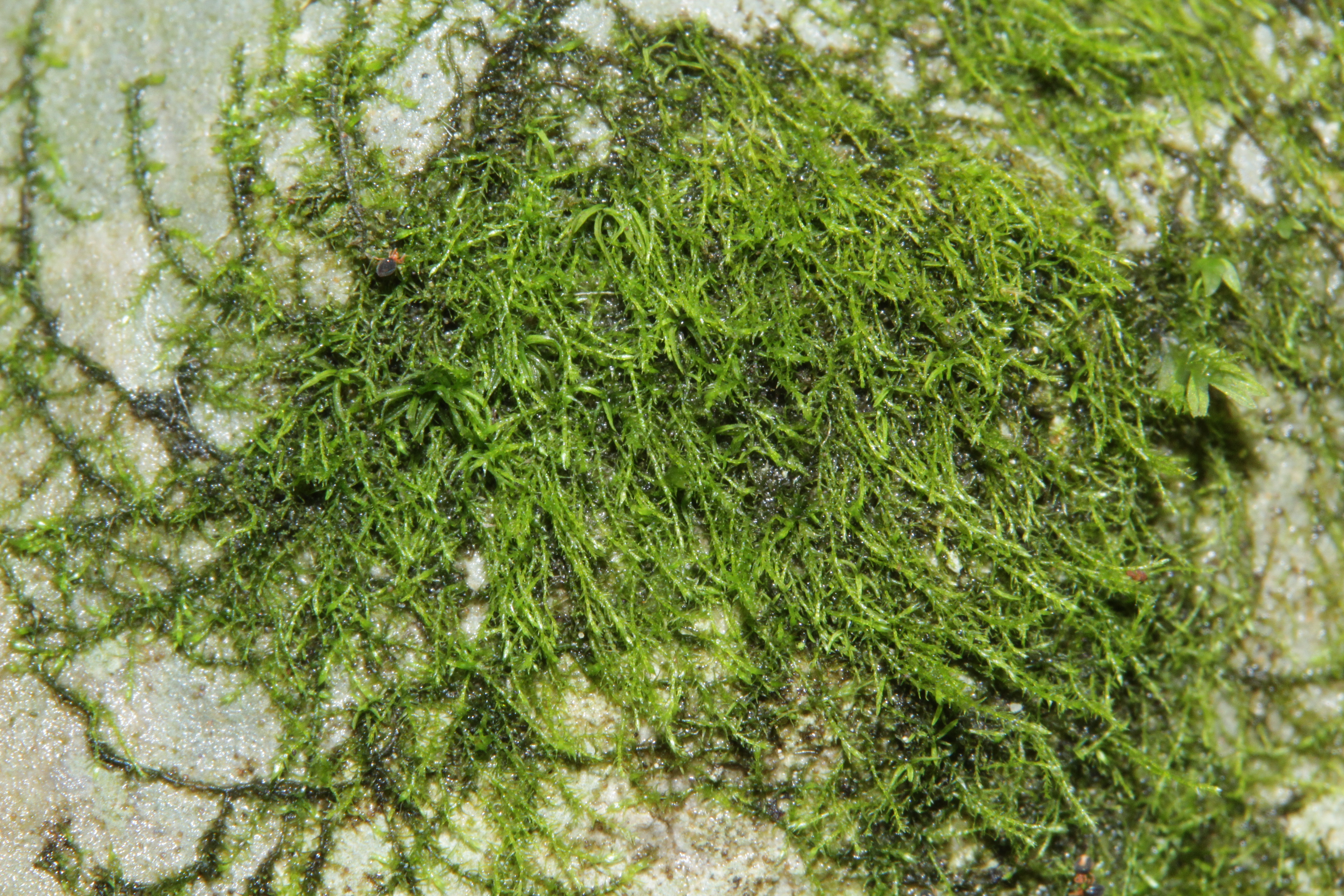
Amblystegium confervoides.

Ce sont de petites plantes, vertes à jaunâtres. Les tiges sont librement et irrégulièrement ramifiées ; l'hyaloderme est absent, le brin central présent ; la paraphylie est absente ; les rhizoïdes ou initiales de rhizoïdes sont sur la tige ou l'insertion de la costa (nervure longitudinale) abaxiale, formant rarement un tomentum, légèrement à fortement ramifiées, lisses ; les cellules distales du poil axillaire sont par une ou deux, hyalines. Les feuilles de la tige et des branches sont érigées à étalées, droites ou rarement imbriquées, ovales à oblongues-lancéolées, non plissées, de 0,5 à 1 mm ; la base est non décurrente ; les bords sont plans, entiers ou denticulés, les limbidia absents ; l'apex est acuminé ; la costa est unique, atteignant généralement le milieu de la feuille, parfois plus court ou jusqu'à trois-quarts de la longueur de la feuille. Les cellules alaires sont souvent bien différenciées, subquadratiques à transversalement allongées, la région largement ovale ou transversalement triangulaire le long du bord ; les cellules lammales sont médianes courtes-oblongues ; les cellules marginales sont à une strate.

### Appareil reproducteur

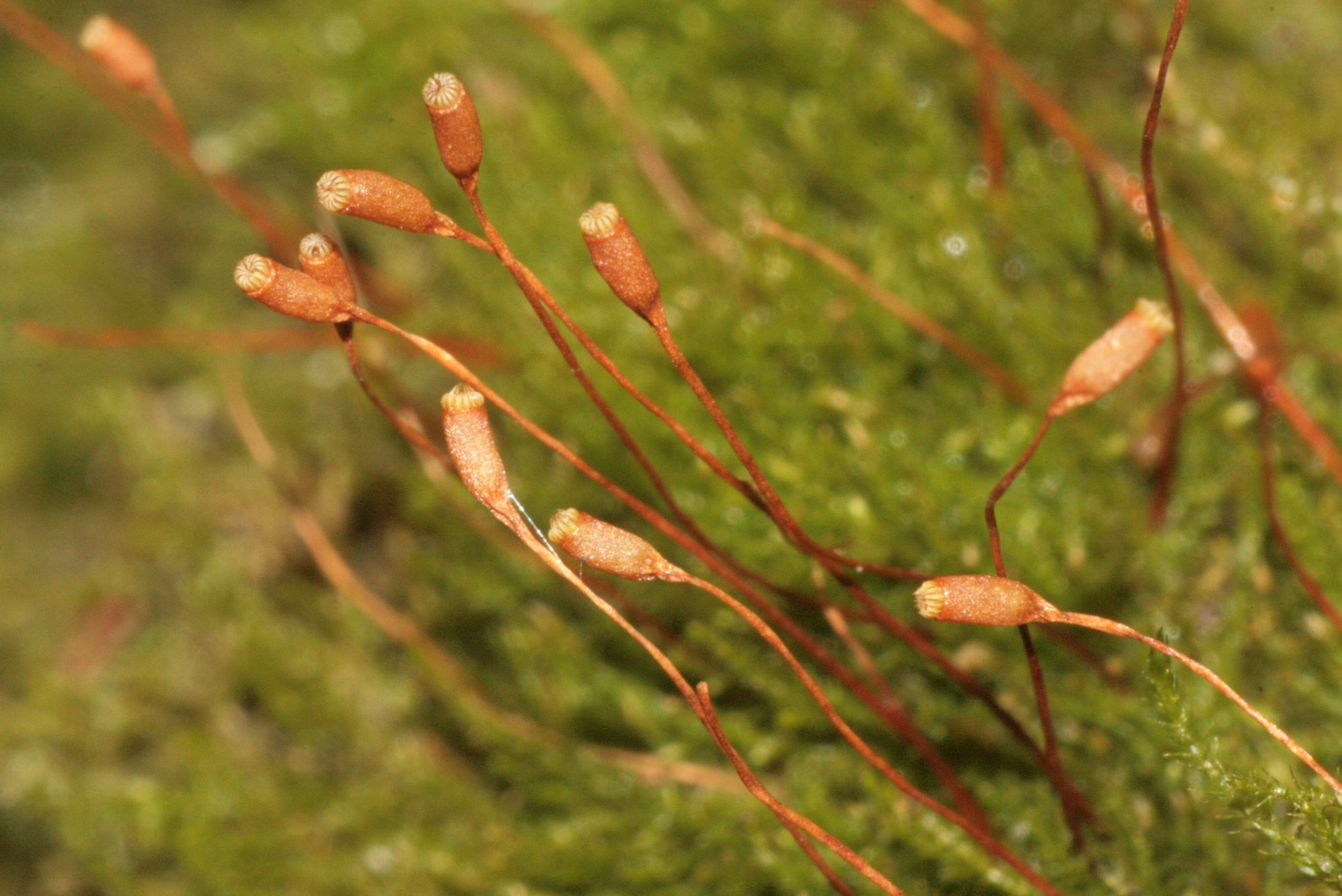
Amblystegium subtile.

La condition sexuelle est autoïque. Le fruit est une capsule inclinée à horizontale, cylindrique, arquée ; le péristome est parfait ; les bords sont dentés ou légèrement dentés ; l'endostome (membrane basale présente), et les cils sont généralement bien développés. Les spores mesurent 9 à 18 µm.

### Confusions possibles
Amblystegium diffère du genre Hygroamblystegium par sa taille plus petite et sa costa plus faible, celle-ci ayant moins de 30 µm de large à la base et s'arrêtant le plus souvent au milieu de la feuille ; la costa atteint rarement les trois quarts de la longueur de la feuille, mais dans ce cas, elle est droite et non courbée comme chez Hygroamblystegium. Contrairement à ce dernier genre, Amblystegium n'a pas de paraphylie.

## Habitat et répartition
Amblystegium est un genre terrestre qui se rencontre parfois dans des marécages mais jamais dans des habitats aquatiques ou subaquatiques. Il est réparti dans le monde entier.

## Liste des espèces
Selon GBIF (25 mai 2021) :
- Amblystegium afrofluitans (Müll.Hal.) Sim
- Amblystegium ambiguum De Not.
- Amblystegium arvernense Thériot, 1913
- Amblystegium austroserpens (Müll.Hal.) Kindb.
- Amblystegium bandaiense (Broth. & Paris ex Takaki) Nog.
- Amblystegium brachyphyllum Cardot & Thér.
- Amblystegium brevicuspidatum Dixon., 1932
- Amblystegium byssoides Bescherelle, 1895
- Amblystegium camisassae Tosco & Piovano, 1956
- Amblystegium campyliopsis Dixon, 1933
- Amblystegium cashii Buyss.
- Amblystegium chalaropelma C.Müller ex Renauld, 1909
- Amblystegium closteri (Austin) Cardot
- Amblystegium confervoides (Brid.) Schimp.
- Amblystegium cuspidarioides Brotherus ex Levier, 1906
- Amblystegium distantifolium Kindb.
- Amblystegium elegantifolium (Müll.Hal.) Broth.
- Amblystegium enerve Schimp.
- Amblystegium excurrens Cardot & Brotherus, 1923
- Amblystegium filicinum (Fiorini-Mazzanti) Amann, 1933
- Amblystegium formianum Fiorini-Mazzanti, 1874
- Amblystegium gallicum Bryhn, 1903
- Amblystegium glaziovii Brotherus, 1924
- Amblystegium haplocladium Müll.Hal.
- Amblystegium hausmannii Schimp.
- Amblystegium homalostegium (Müll.Hal.) A.Jaeger
- Amblystegium jaffuelii Thériot, 1924
- Amblystegium juratzkanum (I.Hagen) C.E.O.Jensen, 1937
- Amblystegium laxirete Cardot & Thér.
- Amblystegium nigricans Saut.
- Amblystegium nivicalyx (Müll.Hal.) Broth. ex Levier
- Amblystegium noterophilum (Sull. & Lesq. ex Sull.) Holz.
- Amblystegium obtusum Grout
- Amblystegium patenti-flexuosum Dixon, 1960
- Amblystegium perminimum Stirton, 1908
- Amblystegium pseudosubtile Hedenäs, 2003
- Amblystegium pusillum Cardot
- Amblystegium radicale (P.Beauv.) Schimp.
- Amblystegium relaxum Cardot & Thér.
- Amblystegium rigescens Limpricht, 1897
- Amblystegium riparioides Jaeger, 1880
- Amblystegium rishiriense Kanda, 1975
- Amblystegium rivicola (Mitt.) A.Jaeger
- Amblystegium robustifolium (Müll.Hal.) Broth. ex Levier
- Amblystegium sapehinii Podp.
- Amblystegium saxatile W.P.Schimper, 1860
- Amblystegium saxicola Hesselbo, 1903
- Amblystegium serbicum Podpe
- Amblystegium serpens (I.Hagen) Gams, 1957
- Amblystegium serpens (Limpricht) Loeske, 1907
- Amblystegium serpens (Limpricht) Meylan, 1905
- Amblystegium serpens W.P.Schimper, 1853
- Amblystegium sipho (P.Beauv.) Cardot
- Amblystegium sparsile Jaeger, 1880
- Amblystegium speirophyllum Kindberg, 1889
- Amblystegium squarrosulum Besch.
- Amblystegium stricto-serpens Dixon, 1960
- Amblystegium subenerve Schimp.
- Amblystegium subtile (Hedw.) Schimp.
- Amblystegium subtrifarium Brotherus, 1902
- Amblystegium subulatum Cardot, 1913
- Amblystegium tenuifolium Kindberg, 1890
- Amblystegium tenuissimum Schimp.
- Amblystegium tibetanum (Mitt.) Paris
- Amblystegium versirete I.Hagen, 1904
- Amblystegium xerophilum Warnst.